# 刘型
刘型（1906年3月19日—1981年8月7日），幼名绍新，祖籍湖南醴陵，出生于江西萍乡，原中华人民共和国农垦部副部长，北京地质学院首任院长。

## 生平
刘型早年就读于萍乡中学，1926年考入黄埔军校武汉分校。次年加入中国共产党，后回乡组织萍乡游击营。作战失败后前往永新投奔毛泽东，此后曾历任三十一团一营一连党代表、三纵队七支队十三大队党代表、红十二军一纵队一支队政委、红十二军102团政委等。1931年后，他又先后担任过红五军团第十三军38师政委、红一方面军政治部秘书长、红二方面军政治部组织部长等职。1937年前往红军大学学习，同时还担任教员。抗日战争期间，任八路军总政治部宣传科科长、八路军军政学院政治部主任。1942年进入中央党校学习，后留校任一部秘书科长。 1944年，出任国民革命军第十八集团军独立第一游击队政治部主任。第二次国共内战期间，他又任中原军区政治部副主任、东北军政大学政治部主任、东北野战军第十纵队副政委兼政治部主任、中共齐齐哈尔市委书记等。
中华人民共和国成立后，刘型出任中共湖南省委常委兼秘书长、湖南省人民检察署检察长。1952年调任北京地质学院院长、党委书记。1958年出任中华人民共和国农垦部副部长。他在文化大革命中遭到迫害，被下放到江西劳动。文革结束后出任中共中央纪律检查委员会常委，并任中共党史人物研究会顾问。他还是第三、四届全国政协委员，第五届全国政协常委。1981年他在北京去世，终年75岁。